# Траутмансдорф-ин-Остштайермарк
Траутмансдорф (Восточная Штирия) (нем. Trautmannsdorf in Oststeiermark) — коммуна в Австрии, в федеральной земле Штирия.
Входит в состав округа Фельдбах. Население составляет 892 человека (на 31 декабря 2005 года). Занимает площадь 7,29 км².

## Политическая ситуация
Бургомистр коммуны — Харальд Фукс (СДПА) по результатам выборов 2005 года.
Совет представителей коммуны (нем. Gemeinderat) состоит из 9 мест.
- СДПА занимает 7 мест.
- АНП занимает 2 места.